# Iproca acuminata
Iproca acuminata är en skalbaggsart som beskrevs av J. Linsley Gressitt 1940. Iproca acuminata ingår i släktet Iproca och familjen långhorningar. Inga underarter finns listade i Catalogue of Life.